# Ari Peixoto
Ari Peixoto Chauvet (Bonsucesso, 26 de abril de 1956) é um jornalista brasileiro.

## Biografia
Nascido em Bonsucesso, Ari é filho de um técnico em contabilidade e de uma professora.
Antes de seguir sua carreira jornalística, teve uma experiência como marinheiro, graduando-se aos dezoito anos como oficial de Marinha Mercante com especialização em náutica e navegação na Escola de Formação de Oficiais da Marinha Mercante. Após alguns anos navegando, decidiu transferir-se para o quadro de pessoal em terra da Frota Nacional de Petroleiros (Fronape), que hoje é conhecida como Transpetro, uma subsidiária da Petrobras.
Sua jornada no jornalismo começou enquanto trabalhava na Fronape. Prestou vestibular para comunicação social na Sociedade Unificada de Ensino Superior Augusto Motta, onde fez seu primeiro estágio no Jornal do Brasil. No entanto, ao não ser contratado, continuou trabalhando na Fronape. Após seis meses, ele se inscreveu no 15º Curso Bloch de Jornalismo da Manchete, passando em primeiro lugar e sendo contratado como redator da rádio Manchete FM.
Com 26 anos, encontrou sua vocação como repórter de rádio, trabalhando também na Rádio Tupi. Sua determinação em se tornar um repórter de televisão o levou a deixar a Rádio Tupi para se juntar à TVE, onde começou como repórter local em 1984. Durante seu tempo na TVE, aprendeu e se inspirou observando outras emissoras, destacando sua admiração por Caco Barcellos.
Em 1985, foi enviado a Brasília para cobrir a eleição de Tancredo Neves.
Em 1986, se voluntariou na campanha de Fernando Gabeira para governador do Estado do Rio de Janeiro, onde entregou uma fita a uma jornalista do Fantástico na esperança de conseguir uma oportunidade na TV Globo. Depois de alguns meses de espera, em abril de 1987, recebeu duas propostas de emprego, uma da TV Cultura de São Paulo e outra da TV Manchete em Brasília, mas optou por permanecer no Rio de Janeiro.
Ari começou sua jornada na TV Globo em abril de 1987.
Durante sua carreira na emissora, cobriu diversos eventos marcantes, incluindo o carnaval e as transformações nos morros cariocas, à medida que traficantes locais eram substituídos por quadrilhas organizadas.
Seu compromisso com o jornalismo o levou a várias partes do mundo, incluindo Argentina e Oriente Médio, onde atuou como correspondente.
Em 2011, mudou-se para Brasília, onde continuou sua carreira no jornalismo. No ano seguinte, viajou até Tabatinga para documentar a chegada de milhares de refugiado haitianos após um terremoto devastador como parte da série "JN no Ar". Destacou as dificuldades que esses refugiados enfrentaram para obter vistos e empregos no Brasil.
Em 2012, reportou detalhes do envolvimento do empresário Carlinhos Cachoeira com o então senador de Goiás, Demóstenes Torres, em esforços para legalizar os jogos de azar no Senado.
Ari também reportou a morte do arquiteto brasileiro Oscar Niemeyer, em dezembro de 2012, no Jornal Nacional. Enquanto trabalhava em Brasília, cobriu as manifestações populares que ocorreram nas principais cidades do Brasil em junho de 2013.
Em agosto de 2013, ingressou na Editoria Rio como repórter especial, continuando a contribuir com seu jornalismo incisivo. Cobriu os jogos da Copa do Mundo de 2014 na cidade e das Olimpíadas de 2016. Ari acompanhou, como enviado especial à Colômbia, o traslado dos corpos das vítimas do acidente com o avião que levava o time da Chapecoense.
Em 2018, em colaboração com a repórter Bette Lucchese, revelou as maravilhas naturais da Costa do Sol, no litoral Sudeste, para o programa Globo Repórter.
Após uma carreira de 34 anos na TV Globo, se despediu da emissora em outubro de 2021.
Em 2022, assinou contrato com a RecordTV.